# Franjo Krpač
Franjo Krpač, slovenski pedagog in planinec, * 1950.

## Odlikovanja in nagrade
Leta 1993 je prejel častni znak svobode Republike Slovenije z naslednjo utemeljitvijo: »za zasluge pri strokovnem in vzgojnoizobraževalnem delu na področju slovenskega planinstva«.